# Banque internationale pour l'Afrique au Congo
Pour les articles homonymes, voir BIAC.
La Banque internationale pour l'Afrique au Congo (BIAC) était une banque commerciale du Congo-Kinshasa.
Elle est basée à Kinshasa avec des bureaux à Lubumbashi, Matadi, Goma, Butembo, Bukavu et bientôt à Mbuji-Mayi. Elle est membre de l'Association Congolaise des Banques et adhérente de la Fédération des entreprises du Congo (FEC). 
Créée en 1970, la BIAC fait partie des banques historiques de la RDC. Aujourd’hui, avec un réseau de 150 agences dont 52 « full service » dans 16 villes du pays, elle détient le maillage territorial le plus dense du pays. Elle se positionne comme la quatrième banque de détail de la RDC en termes de dépôts, la troisième en termes de crédits et de total bilan. Banque de détail de référence comptant 1 200 collaborateurs en RDC, la BIAC gérait 366 000 comptes à la fin 2014, avec un total de bilan de 504 494 millions de francs congolais (556 millions de dollars) et a dépassé les 400 000 comptes en 2015.
Elle contrôle également 67 % de parts de marché des flux entrants Western Union, dont elle est le 5e plus important partenaire africain. Depuis 2013, la BIAC a engagé une stratégie de consolidation et de croissance axée sur les particuliers et les entreprises.

## Information
Le Directeur Général de l’établissement, Michel Losembe, a présenté le lundi 28 mars, sa démission au Conseil d’Administration de la Banque qui a nommé le jour suivant Anne Mbuguje Marembo, Directrice Générale ad intérim. La nouvelle patronne de la BIAC est secondée par deux adjoints : Fabrice Alfonsi et Stéphane Lukamba. La BIAC est mise en difficulté depuis la fin du mois de février à la suite de la décision de la Banque centrale du Congo (BCC) de supprimer son refinancement à la Banque internationale pour l’Afrique au Congo (Biac). La nouvelle équipe dirigeante a pour mission d’accélérer la restructuration de la BIAC pour lui donner un nouvel élan après une période difficile.
La BIAC dément catégoriquement le 31 mars 2016 les informations mensongères sur sa situation financière. La BIAC a fait l’objet d’un audit de la Banque Centrale du Congo (BCC), de juin 2015 à février 2016. Sur la base de cet audit et de ses conclusions, la BIAC a engagé une série de discussions avec la Banque Centrale du Congo, sous la supervision du Gouvernement, afin de rétablir sa rentabilité et de consolider son bilan à très brève échéance.

## Chiffres
Avec plus de 400 000 comptes à la fin de 2015 contre 366 000 à la fin de 2014, la BIAC a vu son total de bilan (511 milliards de francs congolais ou 563 millions de dollars en 2015 selon des résultats provisoires et avant certification du commissaire au compte), ses encours de crédits (288,9 milliards de francs congolais) et de dépôts (399, 7 milliards de francs congolais dont 245, 3 milliards détenus par de petits épargnants) en hausse significative par rapport à l’année précédente.